# Aldehyd-Dehydrogenasen
Die Aldehyd-Dehydrogenasen (ALDH) umfassen mehrere Gruppen von Enzymen, die im Stoffwechsel vieler Lebewesen Aldehyde oxidieren. ALDH sind Oxidoreduktasen. Bisher sind neunzehn ALDH-Gene im Menschen beschrieben worden, die großteils spezifisch für verschiedene Substrate sind. Die ALDH zeigen teilweise deutliche Unterschiede in ihren Aminosäuresequenzen, lassen sich jedoch in mehrere Gruppen klassifizieren (ALDH-1, -2 etc.). Die einzelnen ALDH kommen hauptsächlich in der Leber vor und sind entweder cytosolisch oder mitochondrial lokalisiert.
{\displaystyle \mathrm {R{\text{-}}COH+NAD(P)^{+}+H_{2}O\longrightarrow R{\text{-}}COO^{-}+NAD(P)H+2\ H^{+}} }

## Liste der ALDH im Menschen
Die Aldehyd-Dehydrogenasen des Menschen sind meist unverzichtbar im Stoffwechsel. Von mehreren Enzymen sind Mutationen und entsprechend erbliche seltene Mangelkrankheiten bekannt.
| Gene (Mensch) | Enzymname                                      | Substrat                                                          | EC-Nummer                | Bemerkungen                                                       |
| ------------- | ---------------------------------------------- | ----------------------------------------------------------------- | ------------------------ | ----------------------------------------------------------------- |
| ALDH1A1       | Retinal-Dehydrogenase 1                        | Retinal                                                           | EC 1.2.1.36              |                                                                   |
| ALDH1A2       | Retinal-Dehydrogenase 2                        | Retinal                                                           | EC 1.2.1.36              |                                                                   |
| ALDH1A3       | Aldehyd-Dehydrogenase 1A3                      | Retinal                                                           | EC 1.2.1.5               |                                                                   |
| ALDH1L1       | 10-Formyltetrahydrofolat-Dehydrogenase         | 10-Formyltetrahydrofolat                                          | EC 1.5.1.6               |                                                                   |
| ALDH1L2       | 10-Formyltetrahydrofolat-Dehydrogenase         | 10-Formyltetrahydrofolat                                          | EC 1.5.1.6               |                                                                   |
| ALDH2         | Aldehyd-Dehydrogenase 2                        | breites Spektrum                                                  | EC 1.2.1.3               | Mitochondrien; Ethanolabbau (Acetaldehyd)                         |
| ALDH3A1       | Aldehyd-Dehydrogenase 3A1                      | aromatische Aldehyde                                              | EC 1.2.1.5               |                                                                   |
| ALDH3A2       | Fettaldehyd-Dehydrogenase                      | langkettige Fettaldehyde (C6 bis C24), gesättigt oder ungesättigt | EC 1.2.1.48              | Mikrosomen; Sjögren-Larsson-Syndrom                               |
| ALDH3B1       | Aldehyd-Dehydrogenase 3B1                      | mittel- und langkettige gesättigte und ungesättigte Aldehyde      | EC 1.2.1.5               | Nieren, Lunge                                                     |
| ALDH3B2       | Aldehyd-Dehydrogenase 3B2                      | ?                                                                 | EC 1.2.1.5               |                                                                   |
| ALDH4A1       | P5C-Dehydrogenase                              | (S)-1-Pyrrolin-5-carboxylat, Semialdehyde                         | EC 1.5.1.12              | Mitochondrien; Prolinabbau; Hyperprolinämie Typ 2                 |
| ALDH5A1       | Succinatsemialdehyd-Dehydrogenase (SSADH)      | Succinatsemialdehyd                                               | EC 1.2.1.24              | mehrere Gewebetypen; GABA-Abbau; SSADH-Mangel                     |
| ALDH6A1       | Methylmalonatsemialdehyd-Dehydrogenase (MMSDH) | Methylmalonatsemialdehyd                                          | EC 1.2.1.18, EC 1.2.1.27 | Mitochondrien; Valin-/Pyrimidinabbau; MMSDH-Mangel                |
| ALDH7A1       | alpha-AASA-Dehydrogenase                       | L-2-Aminoadipat-6-semialdehyd, Betainaldehyd                      | EC 1.2.1.31, EC 1.2.1.8  | Aktiv im Fetus; Betain-Biosynthese; pyridoxin-abhängige Epilepsie |
| ALDH8A1       | Aldehyd-Dehydrogenase 8A1                      | 9-cis-Retinal, 13-cis-Retinal, Benzaldehyd, Decanal               | EC 1.2.1.-               |                                                                   |
| ALDH9A1       | Trimethylaminobutyraldehyd-Dehydrogenase       | 4-Trimethylaminobutyraldehyd; breites Spektrum                    | EC 1.2.1.47              | Leber, Muskeln, Nieren; Betain- und Carnitin-Biosynthese          |
| ALDH16A1      | inaktiv?                                       |                                                                   |                          |                                                                   |

## Alkoholabbau
In der Metabolisierung von Alkohol spielen die Aldehyddehydrogenasen, besonders ALDH2, eine essentielle Rolle in der Entgiftung von Stoffwechselprodukten des Ethanols. Ethanol wird innerhalb des Stoffwechsels von Alkoholdehydrogenasen (ADH) in das toxische Acetaldehyd umgewandelt. Durch ALDH kommt es zu einer Oxidation des Acetaldehyds zum nicht-toxischen Acetat. In Teilen der asiatischen Bevölkerung tritt ein genetischer Polymorphismus der ALDH-2 auf, der zu einem schnellen Anfluten von Acetaldehyd nach Konsum von bereits geringen Mengen Ethanols führt (Flush-Syndrom).
Dieser klinischen Symptomatik wird sich auch bei der Therapie von Alkoholabhängigen bemächtigt. Durch die Gabe von Disulfiram (Antabus) kommt es zu einer Inhibition der ALDH-2, wodurch eine Alkoholunverträglichkeit erzeugt wird.